# Królewska Góra (Pogórze Dynowskie)
Królewska Góra – szczyt na Pogórzu Dynowskim o wysokości 554 m n.p.m. pokryty lasem bukowym. Na północno-wschodnim ramieniu góry znajduje się kilkanaście sztolni, w których dawniej wydobywano piaskowiec. 

## Szlaki turystyki pieszej
– Krosno - Strzyżów p. Węglówkę, Czarny Dział.  3:15 h (↓ 3:15 h)
 – Zamek Kamieniec - Dębica p. Rzepnik, Pasmo Jazowej, do Rzepnika 2:15 h (↓ 2:15 h)